# Елизаветовка (Черкасская область)
Елизаветовка (укр. Єлизаветівка) — село в Черкасском районе Черкасской области Украины.
Почтовый индекс — 19621. Телефонный код — 472.

## Население
Население по переписи 2001 года составляло 110 человек.

### Языковой состав
Родной язык населения по данным переписи 2001 года:
| Язык       | Численность, чел. | Доля     |
| ---------- | ----------------- | -------- |
| Украинский | 99                | 90,00 %  |
| Русский    | 11                | 10,00 %  |
| Итого      | 110               | 100,00 % |

## Местный совет
19620, Черкасская обл., Черкасский р-н, с. Будище, ул.30-летия Победы, 42